# Verwaltungsgemeinschaft Seenplatte
In der Verwaltungsgemeinschaft Seenplatte aus dem thüringischen Saale-Orla-Kreis haben sich 12 Gemeinden zur Erledigung ihrer Verwaltungsgeschäfte zusammengeschlossen. Sie liegt zwischen den Städten Schleiz und Neustadt an der Orla. Sitz der Verwaltungsgemeinschaft ist Oettersdorf.

## Die Gemeinden
- Dittersdorf mit den Ortsteilen Chursdorf, Dragensdorf, Sorna und Waldhäuser
- Görkwitz mit dem Ortsteil Mönchgrün
- Göschitz mit dem Ortsteil Rödersdorf
- Kirschkau
- Löhma
- Moßbach mit dem Ortsteil Reinsdorf
- Neundorf mit dem Ortsteil Pahnstangen
- Oettersdorf
- Plothen mit dem Ortsteil Neudeck
- Pörmitz
- Tegau mit dem Ortsteil Burkersdorf
- Volkmannsdorf mit dem Ortsteil Finkenmühle

## Geschichte
Die Verwaltungsgemeinschaft wurde am 7. Dezember 1990 gegründet. Ihr Name bis zum 3. November 1994 lautete Verwaltungsgemeinschaft Oettersdorf. Zum 4. November schlossen sich die Gemeinden Bucha, Dreba, Knau, Tegau und Volkmannsdorf der Verwaltungsgemeinschaft an. Bis zum 1. Dezember 2010 gehörte die Gemeinde Dragensdorf zur Verwaltungsgemeinschaft, die dann nach Dittersdorf eingemeindet wurde.
Seit 2007 stehen in den Gemeinden Dittersdorf, Tegau, Moßbach, Plothen, Göschitz, Burkersdorf, Rödersdorf und Chursdorf dank einer Bürgerinitiative schnelle Breitbandanschlüsse zur Verfügung.
Am 31. Dezember 2013 wurde die Mitgliedsgemeinde Chursdorf nach Dittersdorf eingemeindet.
Im Rahmen der Gebietsreform in Thüringen wurde die Mitgliedsgemeinde Bucha am 1. Januar 2019 nach Knau eingemeindet. Die Mitgliedsgemeinden Knau und Dreba wurden am 31. Dezember 2019 nach Neustadt an der Orla eingemeindet.

### Einwohnerentwicklung
Entwicklung der Einwohnerzahl (Stand: jeweils 31. Dezember):
| - 1994: 5.945 - 1995: 5.900 - 1996: 5.915 - 1997: 5.980 - 1998: 5.924 - 1999: 5.912 | - 2000: 5.869 - 2001: 5.860 - 2002: 5.873 - 2003: 5.808 - 2004: 5.771 - 2005: 5.672 | - 2006: 5.615 - 2007: 5.516 - 2008: 5.491 - 2009: 5.405 - 2010: 5.325 - 2011: 5.249 | - 2012: 5.179 - 2013: 5.130 - 2014: 5.107 - 2015: 5.119 - 2016: 5.094 - 2017: 5.039 | - 2018: 5.016 - 2019: 4.018 - 2020: 3.987 - 2021: 3.953 - 2022: 3.978 - 2023: 3.896 |

 Datenquelle: Thüringer Landesamt für Statistik